# Genianthus trullatus
Genianthus trullatus är en oleanderväxtart som beskrevs av J. Klackenberg. Genianthus trullatus ingår i släktet Genianthus och familjen oleanderväxter. Inga underarter finns listade i Catalogue of Life.